# FC Lustenau 07
FC Lustenau 07 – klub piłkarski z Lustenau, Austria. Obecnie gra w Erste Liga.

## Osiągnięcia

### Krajowe
- Bodensee-Fußballvereinigung
  - Zwycięzca (7): 1910, 1911, 1913, 1926, 1927, 1932, 1933